# NGC 6783
NGC 6783 في الفهرس العام الجديد، هي مجرة، تقع في كوكبة الدجاجة (كوكبة). اكتشفت في 4 أغسطس 1872 بواسطة إدوارد ستيفان.

## روابط خارجية
- NGC 6783 على موقع ويكي سكاي: DSS2, SDSS, GALEX, IRAS, Hydrogen α, X-Ray, Astrophoto, Sky Map, Articles and images